# Oreobates gemcare
Oreobates gemcare es una especie de anfibio anuro de la familia Craugastoridae.

## Distribución geográfica
Esta especie es endémica de la provincia de Paucartambo en la región de Cuzco, Perú. Habita entre los 2400 y 2800 m sobre el nivel del mar en el valle de Cosñipata.

## Descripción
Los machos miden de 31 a 34 mm y las hembras de 35 a 40 mm.

## Etimología
Esta especie lleva el nombre de GEMCare (Golden Empire Managed Care), que respalda el trabajo de los autores.

## Publicación original
- Padial, Chaparro, Castroviejo-Fisher, Guayasamin, Lehr, Delgado, Vaira, Teixeira, Aguayo & De La Riva, 2012: A revision of species diversity in the Neotropical genus Oreobates (Anura: Strabomantidae), with the description of three new species from the Amazonian slopes of the Andes. American Museum Novitates, n.º 3752, p. 1-55[4]